# Родомирт войлочный
Родоми́рт опушённый, или Родомирт во́йлочный (лат. Rhodomyrtus tomentosa) — кустарник или дерево семейства Миртовые, культивируемое в некоторых субтропических и тропических странах ради его обильных декоративных цветков и съедобных плодов.

## Биологическое описание
Родомирт опушённый — кустарник или маленькое вечнозелёное дерево высотой до 4 м. Листья жёсткие супротивные овальные, с заострённым концом, глянцево-зелёные на верхней поверхности и, сероватые или желтоватые, слегка опушённые, на нижней. Листовые черешки сравнительно толстые. Длина листьев варьирует от 5 до 7 см, а ширина от 2 до 3,5 см. Цветки одиночные или собраны в кисти по 2-3 штуки, 2-3 см диаметром, с пятью лепестками, белого, багрянисто-розового или розового цвета. Плод круглой формы, 10-15 мм диаметром, пурпурного цвета. Внутри плода содержится мясистая съедобная мякоть с 40-45 мелкими семенами.

## Распространение
Родина Родомирта опушённого — Южная и Юго-Восточная Азия, где он растёт в диком виде на морских побережьях, в прибрежных лесах, во влажных дождевых леса, удалённых от побережий, в болотистой местности, вплоть до высоты 2400 м над уровнем моря. Его естественный ареал охватывает территорию от Индии на западе до Южного Китая, Тайваня и Филиппин на востоке и до Малайзии и Сулавеси на юге. Растение также интродуцировано во Флориду, на Гавайские острова, во Французскую Полинезию и некоторые другие тихоокеанские острова. В некоторых местах Родомирт опушённый стал агрессивным сорняком, с которым ведётся борьба.